# Dunlop-híd
A Dunlop-híd egy jellegzetes hirdetési felület egyes autóversenypályák felett, amely gyalogoshídként is szolgál. A Dunlop cég gumiabroncsainak népszerűsítésére állították fel őket. A legrégebbi a Le Mans-i 24 órás autóversenyeknek is helyet adó Circuit de la Sarthe versenypálya fölött épült 1932-ben. Ezt a hidat tartják a legrégebbi, és máig is látható, üzemelő Dunlop-hídnak. Számos más pályán is létesítettek e tereptárgyból, de a legtöbbjüket különféle okok miatt elbontották. A Dunlop-hidak egyes pályák különösen ismert jellegzetességei, fontos tájképi elemek.

## Versenypályák Dunlop-hídjai
A dőlt betűvel jelzett hidak már nem láthatók a pályán.
| Fénykép | Létesítmény                  | Szektor                                          | Helyszín                                         | Telepítve    | Leszerelve | Forrás | Megjegyzés       |
| ------- | ---------------------------- | ------------------------------------------------ | ------------------------------------------------ | ------------ | ---------- | ------ | ---------------- |
|         | Circuit de la Sarthe         | Dunlop-kanyar                                    | Le Mans, Sarthe, Franciaország                   | 1932         |            |        | [ Megj 1 ] [ 1 ] |
|         | Suzuka Circuit               | 7-es kanyar                                      | Suzuka, Mie, Japán                               | 1960-as évek | 1987       |        |                  |
|         | Surfers Paradise Raceway     | 1-es kanyar                                      | Surfers Paradise, Queensland, Ausztrália         | 1966         | 1987       |        |                  |
|         | Donington Park               | Starkey's egyenes                                | Leicestershire, Egyesült Királyság               | 1977         | 2009       |        | [ Megj 2 ] [ 2 ] |
|         | Mount Panorama Circuit       | 22-es kanyar, a Caltex Chase kombináció kijárata | Bathurst, Új-Dél-Wales, Ausztrália               | 1982         |            |        | [ 3 ] [ Megj 3 ] |
|         | Sandown Raceway              | 9-es kanyar                                      | Melbourne, Victoria, Ausztrália                  | 1989         |            |        | [ Megj 4 ]       |
|         | Tsukuba Circuit              | középtáv körül                                   | Shimotsuma, Ibaraki, Japán                       |              |            |        |                  |
|         | Mazda Raceway Laguna Seca    | 3-as kanyar                                      | Monterey, Kalifornia, Amerikai Egyesült Államok  |              |            |        |                  |
|         | Mantorp Park                 |                                                  | Mantorp, Östergötland megye, Svédország          |              |            |        |                  |
|         | Circuit Paul Armagnac        |                                                  | Nogaro, Midi-Pyrénées, Franciaország             |              |            |        |                  |
|         | Sportsland SUGO              | Célegyenes                                       | Murata, Mijagi, Japán                            |              |            |        |                  |
|         | Circuit d'Albi               |                                                  | Le Séquestre, Midi-Pyrénées, Franciaország       |              |            |        |                  |
|         | Circuit Carole               | Rajt-cél egyenes                                 | Tremblay-en-France, Île-de-France, Franciaország |              |            |        |                  |
|         | Autodrome de Linas-Montlhéry | Rajt-cél egyenes                                 | Linas, Île-de-France, Franciaország              |              |            |        |                  |

## Érdekességek
- Van egy Dunlop-híd a képzeletbeli Apricot Hill Raceway versenypályán is, amelyik a Gran Turismo sorozatban található, bár a név feliratot a Gran Turismo 6. részben eltávolították.
- 2012-ben egy motorsport emléktárgy gyűjtőknek rendezett aukción DJ Chris Evans(en) „véletlenül” megvette a Donington Park Dunlop-hídját. Nem állt szándékában hidat venni, de tartott attól, hogy a sporttörténeti érték veszendőbe megy, ezért 300 fontot kifizetett érte. Ennek ellenére nem tartja az üzletet jótékonysági cselekedetnek, inkább egyfajta „balesetnek”.[4]

## Fordítás
- Ez a szócikk részben vagy egészben  a   Dunlop Bridge című angol Wikipédia-szócikk ezen változatának fordításán alapul.  Az eredeti cikk szerkesztőit annak laptörténete sorolja fel. Ez a jelzés csupán a megfogalmazás eredetét és a szerzői jogokat jelzi, nem szolgál a cikkben szereplő információk forrásmegjelöléseként.
- Ez a szócikk részben vagy egészben  a   Passerelle Dunlop című francia Wikipédia-szócikk ezen változatának fordításán alapul.  Az eredeti cikk szerkesztőit annak laptörténete sorolja fel. Ez a jelzés csupán a megfogalmazás eredetét és a szerzői jogokat jelzi, nem szolgál a cikkben szereplő információk forrásmegjelöléseként.